# 马里诺·德芬迪
马里诺·德芬迪（Marino Defendi）1985年8月19日生于贝尔加莫，意大利足球运动员，司职前鋒。他现效力于亚特兰大足球俱乐部和意大利U-21国家队。
他参加了2005年世界青年足球锦标赛和2006年欧洲U-21足球锦标赛。

## 荣誉
- 意大利足球乙级联赛 冠军: 2006年